# Velimir Khlébnikov
Velimir Khlébnikov (em russo:  Велими́р Хле́бников, pseudônimo de Viktor Vladimirovich Khlébnikov; aldeia de Malye Derbety, República da Calmúquia, próxima ao atual Oblast de Astrakhan, 28 de outubrojul./ 9 de novembro de 1885greg. — Aldeia de Santalovo, no atual assentamento urbano de Krestsy, Oblast de Novgorod, 28 de junho de 1922) foi um erudito e poeta vanguardista russo, cronologicamente, o primeiro vanguardista na poesia russa.

## Biografia
De família com tradição intelectual, Khlébnikov passou sua infância e uma parte da juventude na região do Volga, residindo em Simbirsk.
Frequentou os cursos de Física, Matemática e  Ciências naturais da Universidade de Kazan, tendo posteriormente estudado Sânscrito e Letras (Eslavismo) em São Petesburgo. Após isto, abandonou pouco a pouco as disciplinas exatas e biológicas para se dedicar primeiro ao desenho, depois  tornando-se totalmente devotado à literatura, demonstrando inabilidade com relação a questões mais práticas da vida.
Tendo entrado para o mundo literário em 1908, quando Petersburgo era dominada pelo Simbolismo, foi o teórico deste movimento, Viacheslav Ivanov, quem lhe deu o pseudônimo com ressonâncias do eslavo antigo, Vélimir. Começou a se afastar do simbolismo já em 1909, havendo já escrito poemas evidentemente vanguardistas e, a partir do primeiro contato com o poeta Vladimir Maiakovski em 1912, transformou-se com este no centro do movimento literário futurista.
Khlébnikov foi o criador da linguagem Zaum, usada por Maiakovski na primeira fase de sua obra. Maiakovski, como os demais participantes de um grupo de poetas que iria formar com ele o grupo posteriormente chamado cubofuturista, com sede em São Petesburgo, reconheceu nele seu mais importante precursor e mestre, unindo-se a ele em suas inovações . Este grupo lançou o manifesto A Bofetada no Gosto do Público, assinado por ele, Vladimir Maiakovski, David Burliuk e Aleksei Kruchenykh.
De 1912 a 1916 mudou constantemente de lugar, tendo vivido em Moscou, Petersburgo, Kharkov, Astrakhan, dentre outras cidades. Tendo sido convocado para o serviço militar em Tsaritsyn (1917), tentou que lhe reformassem e, por isso, passou três semanas internado em um asilo para loucos.
Em 1918, escreveu um manifesto que seria publicado postumamente, defendendo a formação da União Indo-Russa, libertação dos povos asiáticos, e opondo-se ao controle britânico sobre a Índia a fim de possibilitar a unidade entre os povos asiáticos e russos:
| “ | Nós nos consideramos os primeiros asiáticos, conscientes de nossa unidade insular. Que o cidadão de nossa ilha possa ir do mar Amarelo ao Báltico, do mar Branco ao oceano Índico, sem encontrar fronteiras. Que a tatuagem dos Estados seja eliminada do corpo da Ásia pela vontade dos asiáticos. | ” |

Com a eclosão da revolução de outubro, apoiou o regime dos Soviets, assim como os seus amigos futuristas. A guerra civil, no entanto, o fez levar uma vida errante pela Rússia, sem emprego e esfarrapado. Em 1921, se transferiu para Moscou para tentar publicação de seus poemas, não tendo obtendo êxito. Preso e libertado em seguida, refugiando-se em um asilo psiquiátrico, morreu na aldeia de Santalovo, província de Novgorod, em 1922.
Publicou muito pouco em vida e seus poemas somente foram publicados em livro postumamente, em 1928, e posteriormente,  em Izbrannie stikhotvoreniia (1936).

## A poética
Considerado pelo linguista Roman Jakobson o poeta mais original do século XX, dentre suas obras, destacam-se poemas como Ka (1916) e Elefantes Batiam-se a Golpes de Marfim (1911), e é também citado por alguns como um poeta esotérico, talvez em função da sua interpretação de livros sagrados, como se percebe em poemas como "O único livro".
Distanciando-se rapidamente do Simbolismo inicial, é considerado por seus principais tradutores de língua portuguesa um precursor do surrealismo, pelo uso de imagens inusitadas, apesar do aspecto também construtivista ou positivo de sua poesia. Apesar de ser classificado como "Cubo-futurista", sua poesia não esboça nenhum fascínio com o mundo das máquinas, estando seu trabalho mais próximo de um certo Primitivismo eslavista, explorando imagens da vida rural e sons primordiais das línguas eslavas, por exemplo.
Conforme sua "Zaum", acreditava numa “transrazão”, uma linguagem universal no âmago da expressão humana, e assim explicava a sua origem, conforme o escritor Paul D. Miller, conhecido como DJ Spooky: “A agitação de nossas mentes gira em torno da idéia de uma linguagem transracional comum e alcança a atomização das palavras em unidades de pensamento contidas num envoltório de sons”. Paul D. Miller considera que  "Onde Russolo invocava a imagem da cidade sem a substância da cidade, os sons do ambiente produzem uma série intangível, liminar, de pensamentos desconectados, uma escultura emocional. É isso que Khlébnikov antecipou. Os sons e seu desenrolar no tempo ganham a facticidade que eles têm através de teias infinitas de referências cruzadas mantidas juntas apenas pelas memórias que elas invocam".

## Histórico de publicação
Esta lista está incompleta; você pode ajudar adicionando itens ausentes com fontes confiáveis.
Poemas longos
- 1910: “Trem da Cobra”
- 1913: Prólogo da ópera futurista Victory over the Sun

Tocam
- 1912: O Pequeno Demônio[4]

Livros
- 1912: Professor e aluno. Conversa[5]
- 1914: Roar! Gauntlets, 1908-1914[6]
- 1915: Erro da Morte
- 1921: Lavadeira e outros poemas
- 1922: Zangezi (сверхповесть)

Projeto Rádio
- 1921: O Rádio do Futuro[7]

Histórias Curtas
- 1913: “Nikolai”[8]

## Traduções em português
No Brasil, destaca-se a tradução dos irmãos Augusto e Haroldo de Campos, juntamente com o professor Boris Schnaiderman, na antologia Poesia Russa Moderna.